# Svarthåltjärnen (Hackås socken, Jämtland)
Svarthåltjärnen är en sjö i Bergs kommun i Jämtland och ingår i Indalsälvens huvudavrinningsområde. Sjön har en area på 0,0806 kvadratkilometer och ligger 391 meter över havet.

## Delavrinningsområde
Svarthåltjärnen ingår i det delavrinningsområde (694781-144981) som SMHI kallar för Mynnar i Råssjön. Medelhöjden är 442 meter över havet och ytan är 4,79 kvadratkilometer. Det finns ett avrinningsområde uppströms, och räknas det in blir den ackumulerade arean 16,23 kvadratkilometer. Vattendraget som avvattnar avrinningsområdet har biflödesordning 3, vilket innebär att vattnet flödar genom totalt 3 vattendrag innan det når havet efter 310 kilometer. Avrinningsområdet består mestadels av skog (71 procent) och sankmarker (15 procent). Avrinningsområdet har 0,08 kvadratkilometer vattenytor vilket ger det en sjöprocent på 1,6 procent.